# بطولة كاريوكا 1953
بطولة كاريوكا 1953 هو موسم من بطولة كاريوكا. كان عدد الأندية المشاركة فيه 12، وفاز فيه نادي فلامنغو.